# FProt AntiVirus
F-Prot Antivirus était un logiciel antivirus multiplates-formes pour les systèmes d’exploitation Microsoft Windows, Apple Macintosh, Linux, Solaris, Exchange, IBM eServer et BSD édité par la société islandaise FRISK Software International (en).
Supportant de nombreuses plates-formes, FRISK Software protège tous les postes de travail de l’entreprise, quelles que soient la taille du réseau et la plateforme utilisée. FRISK Software propose des solutions antivirus complètes, parfaitement adaptées aux besoins de l’entreprise.
Le logiciel comprend 6 versions segmentées selon les plates-formes : Windows, Exchange, Linux, BSD, Solaris, et IBM eServer.
Frisk Software International a été créé en 1993 en Islande. Fridrik Skulason, a été une des premières personnes au monde à avoir développé une solution antivirus en 1989 (F-Prot Antivirus for DOS) et Frisk Software a développé le premier scanner heuristique en 1991, aujourd’hui un standard dans l’industrie des antivirus.
Frisk Software International est vendue en 2012 à CYREN (en).
En 2020 l'annonce de fin de vie est planifiée pour 2021.